# Carne cruda alla piemontese
La carne cruda alla piemontese  è un tradizionale antipasto diffuso in tutto il Piemonte.

## Storia
Si pensa che l'usanza di mangiare carne cruda in Piemonte abbia origini antichissime. Infatti, secondo alcuni studiosi, i primi popoli piemontesi portarono nella regione dei piccoli cavalli dall'Asia che venivano mangiati senza essere cotti. Tale usanza sarebbe sopravvissuta migliaia di anni dopo nei Liguri Statielli (le odierne Langhe e Monferrato). Si pensa che la pietanza abbia anche delle correlazioni con la tartare, che viene preparata nella confinante Francia.
Nella ricetta del "polpettone di carne cruda alla fiorentina" riportata nell'Artusi (1891),  è riportato che «se lo volete alla piemontese, altro non resta a fare che collocare nel centro della palla, quando la formate, un uovo sodo sgusciato, il quale serve a dar bellezza al polpettone quando si taglia a fette. Non è piatto da disprezzarsi.»
Durante gli anni sessanta del XX secolo, ad Alba, venne introdotta la carne cruda tagliata a fette conosciuta come carne cruda all'albese (albèisa in piemontese).

## Descrizione

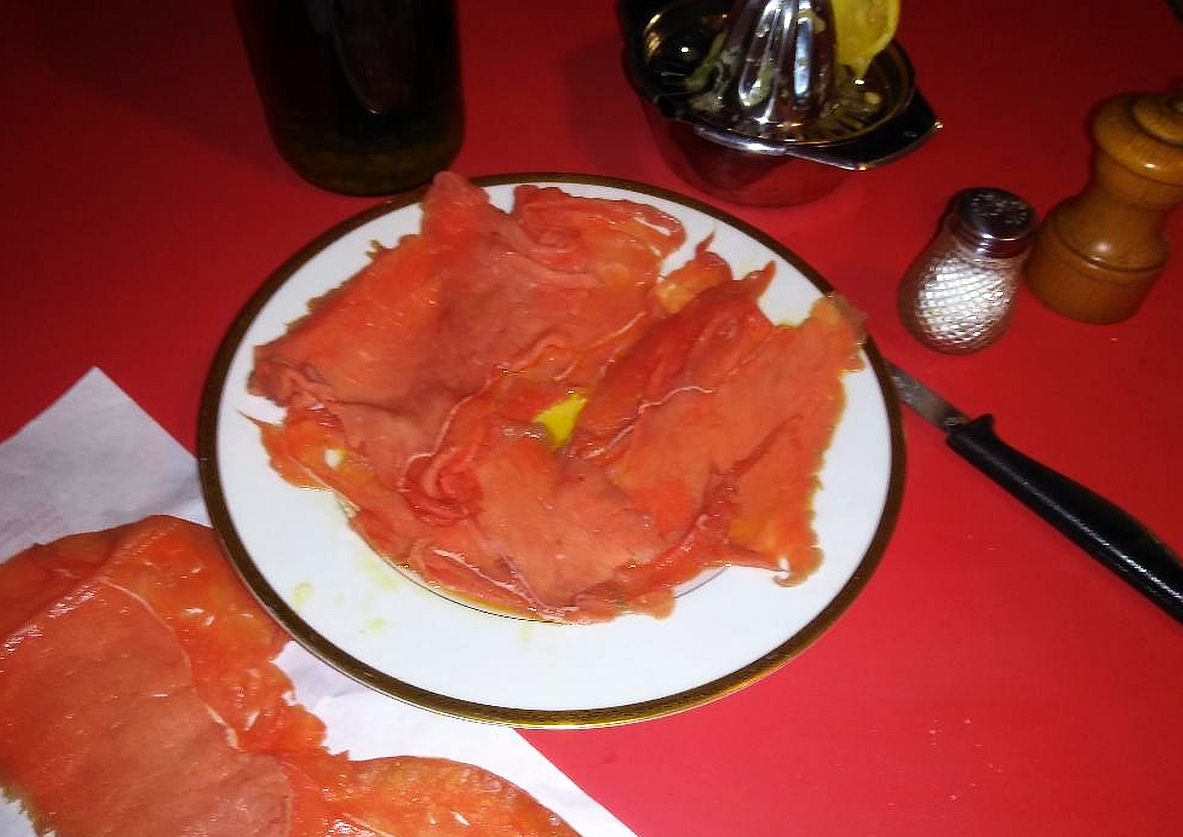
Carne cruda all'albese

La carne cruda alla piemontese è finemente macinata o tagliata a fette molto sottili (a coltello o con l'affettatrice); quest'ultima versione, ovvero l'albese, è pertanto una tipologia di carpaccio. L'alimento è spesso marinato nel succo di limone crudo e/o la senape e condito con un velo di olio di oliva extravergine e insaporita con sale e pepe. La scelta della carne è fondamentale alla riuscita del piatto: essa deve essere fresca, di razza piemontese e magra (questo perché i grassi non potrebbero sciogliersi in modo idoneo). Essa non va servita troppo fredda in quanto ciò renderebbe la sua consistenza sgradevole e i suoi sapori sarebbero slegati dalla marinatura.
Nella stagione di riproduzione dei funghi, l'albese è talvolta accompagnata da una generosa grattata di tartufi bianchi d'Alba, di porcini, o di ovoli. Spesso la si insaporisce con il grana o parmigiano, e, a volte, con il sedano.